# Аякс (Софокл)

Аякс укрепляет свой меч в земле, собираясь совершить самоубийство

«Ая́кс» («Эант») — трагедия древнегреческого драматурга Софокла (495 г. до н. э. — 405 г. до н. э.) на сюжет троянского цикла. Поскольку у Софокла была ещё трагедия «Аякс Локрийский», текст которой полностью утрачен, настоящую трагедию нередко называют «Аякс-биченосец».

## Датировка
Точных свидетельств о времени постановки трагедии не сохранилось. Архаическое построение парода (анапестическое вступление Корифея, сопровождаемое лирической партией хора) напоминает его структуру у Эсхила в «Молящих», «Персах» и «Агамемноне»; кроме того, активно используется эсхиловская фразеология. Согласно этим аргументам учёные полагают, что трагедия относится к раннему периоду творчества драматурга (возможно, это 50—40-е годы V века до н. э.).

## Сюжет
Тема трагедии «Аякс» — присуждение после смерти Ахилла его доспехов не Аяксу Теламониду, а Одиссею, из-за чего Аякс в припадке безумия перерезал скот, приняв его за своих недоброжелателей, а потом, узрев собственный позор, покончил с собой. Трагедия особенно интересна с точки зрения характера Одиссея.

## Переводы
На русский язык переводилась Ф. Ф. Зелинским и С. В. Шервинским.